# アイヌ文化
アイヌ文化（アイヌぶんか）とは、アイヌが13世紀（鎌倉時代後半）頃から現在までに至る歴史の中で生み出してきた文化である。現在では、大半のアイヌは同化政策の影響もあり、日本においては日常生活は表面的には和人と大きく変わらない。しかし、アイヌであることを隠す人達もいる中、アイヌとしての意識は、その血筋の人々の間では少なからず健在である。アイヌとしての生き方はアイヌプリとして尊重されている。アイヌ独特の文様（アイヌ文様）や口承文芸（ユカㇻ）は、北海道遺産として選定されている。前時代の擦文文化とアイヌ文化の違いについては、「蝦夷#えぞ」の項を参照。

## 総説
アイヌ文化という語には二つの意味がある。ひとつは文化人類学的な視点から民族集団であるアイヌ民族の保持する文化様式を指す用法であり、この場合は現代のアイヌが保持あるいは創造している文化と、彼らの祖先が保持していた文化の両方が含まれる。もうひとつは考古学的な視点から、北海道や東北地方北部の先住民が擦文文化期を脱した後に生み出した文化様式を指す用法である。
擦文文化期の終わりに全く別の民族が北海道に進入してアイヌ文化を形成したわけではないということであるとする説が主流である。これは、和人が12世紀まで平安文化を保持し、13世紀から鎌倉文化と呼ばれる時期に移行した状況に近い。すなわち担い手は同じであるが、文化様式が変化したということである。縄文から弥生の変化ほど文化の断絶があったわけではないが擦文時代とは文化風習が大きく違い、オホーツク文化との融和によるものとされている。このことはコロポックル論争でアイヌ以前に先住者があったという説を否定しているが、どの説にも確固たる証拠があるわけではなく、Y型ハプロ遺伝子が縄文人に存在せず、大陸の沿海地方に多く含まれることからも、これは未だ繊細な問題である。
ここで問題となるのは、「アイヌ文化」という語が「ある民族集団の文化」と「歴史上のある時期に存在した文化様式」のいずれも意味するという状況のわかりにくさである。アイヌは現在も民族集団として存在しているが、現代のアイヌはチセに住み漁労採集生活を送っているわけではないから、考古学的な意味でのアイヌ文化を保持しているとは言えない。しかし現代のアイヌは考古学的な意味でのアイヌ文化を担った人々の末裔であり、現代のアイヌの保持する文化様式もまたアイヌ文化と呼ばれる資格を持つのである。
瀬川拓郎は2007年にこうした問題の存在を指摘し、中世から近世にかけての（考古学的な文脈での）「アイヌ文化」を、北海道考古学史上最も重要な遺跡の1つである二風谷遺跡にちなんで「ニブタニ文化」と呼ぶことを提案している。
本項では「近世以前のアイヌ」節において考古学・歴史学的な意味での「アイヌ文化」について主に解説し、「近代のアイヌ」「現代のアイヌ」節において、文化人類学・社会学的な意味での「アイヌ文化」について主に解説する。

## 近世以前のアイヌ
考古学的な意味でのアイヌ文化は、鉄製鍋、漆器の椀、捧酒箸（ほうしゅばし）、骨角器の狩猟具、鮭漁用の鉤銛、伸展式の土葬など物質文化面での特徴を目印としている。またアイヌ文化には地域によって差異が存在していたことが知られている。間宮林蔵の『北夷分界余話』によると、樺太アイヌは犬橇やスキーを使用するなど、オホーツク文化からの影響を伺わせる文化要素を取り入れていた他、近世に入っても内耳土器の製作、冬季の竪穴建物の使用という、北海道ではオホーツク文化に見られる文化要素を保持していた。鎧の形状も北海道アイヌとは異なり、小札甲に類似したもの（アイヌ鎧）を使っていたが、これは東北アジアの諸民族が使う前合わせ式の鎧に、日本の小札甲の製法を取り入れた物と推察されている。
樺太アイヌはミイラ製作を行うという点でも注目を集めている。ミイラ製作はオホーツク文化圏でも北海道のアイヌ文化でも行われない。ただし、北日本には平安末期に北方貿易を統括したとされる奥州藤原氏三代のミイラが平泉に現存する。

### 社会構成

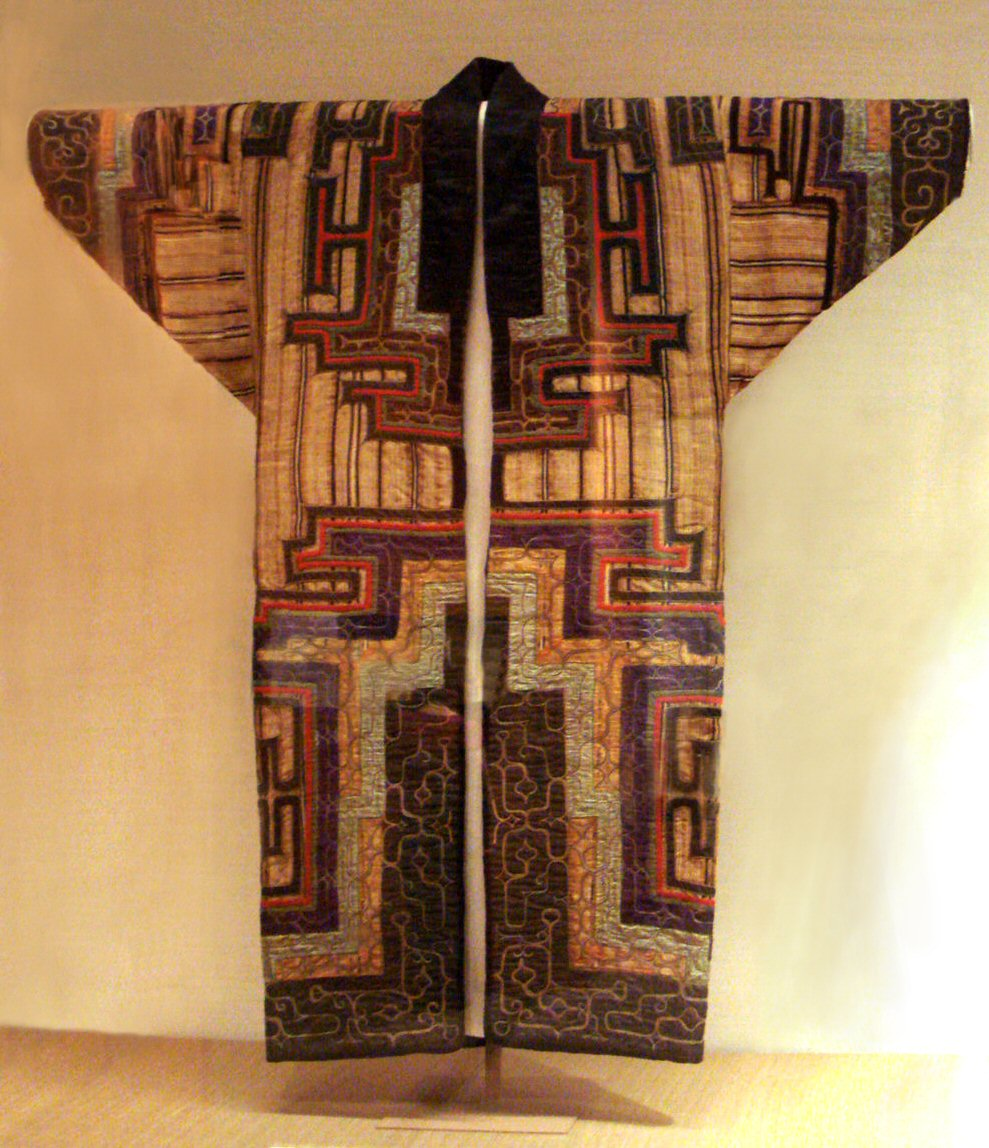
アイヌの晴れ着（大英博物館蔵）

アイヌ文化が成立した時期のアイヌはコタン（小村・大体5、6軒）単位で生活を営んだと考えられている。その後、15世紀頃から交易や和人あるいはアイヌ同士の抗争などから地域が文化的・政治的に統合され、17世紀には和人から惣大将あるいは惣乙名と呼ばれる河川を中心とする複数の狩猟・漁労場所（イオル）などの領域を含む、令制国や郡に匹敵する広い地域を政治的に統合する有力な首長が現れていたと推察されている。しかし、商場（あきないば）知行制によって場所（イオル）ごとに分割されることとなり、それが一因となったシャクシャインの戦い後には場所請負制への移行が進みアイヌの地域統一的な政治結合も解体されていった。
近年、アイヌ社会が極端な富の偏在を伴う格差社会だったのではないかとの説が発表されている。瀬川拓郎は文献資料や墓の発掘調査結果などから、近世アイヌ社会はカモイと呼ばれる首長、その下の階層であるニシパ、平民、そして隷属民であるウタレという4つの階層に分かれており、カモイに富が集中していたのではないかと指摘している。
アイヌは時に和人と敵対したが、アイヌ同士でも一枚岩というわけではなく、時に武器を用いて集団同士の抗争が勃発していた。特にメナスンクㇽ（東の衆）と、スムンクㇽ（西の衆）の対立は激しく、多数の死者が出る激しい戦もあった。松前藩に戦いを挑んだメナスンクㇽの長シャクシャインも、スムンクㇽの長オニビシと戦い、これを殺しており、さらにシャクシャインの先代のメナスンクㇽの長カモクタインは、オニビシに殺されている。それ以外にも部族間の戦いは、時には広範囲の移動を伴い行われていた。

### 法制度
コタン間の揉め事は暴力に発展することを防ぐため「チャランケ」と呼ばれる公開議論で是非を決した。議論はチャシで行われた。
この他に決着をつけるため「サイモン」と呼ばれる盟神探湯を行うなど、神前裁判の風習も色濃く残していた。
アイヌ社会で犯罪が発生した折は、村長自らの裁量で被告に裁きを下した。一般的には、姦通罪は耳削ぎか鼻削ぎ、窃盗はシュトと呼ばれる棍棒による杖刑、あるいはアキレス腱切断の刑に処された。アイヌは強大な統一政権を持ったことが無いため、掟や処罰に関しては権力者や地域の影響が大きく、村長が温和な人物であれば寛大な処置が下され、反対に冷酷であれば厳しく断罪された。北海道アイヌに死刑は存在しなかったが、殺人などの重罪であればアキレス腱を切断された後、コタンから追放されるなど生存が難しい刑もあった。樺太アイヌの社会では、殺人者は被害者の遺体と共に生き埋めの刑に処された。
このような制度は、江戸時代には裁判制度が整備され、明治維新以降は近代的な司法制度を構築した和人の理解を得られず、アイヌ蔑視に結びついたという説がある。

### 生業

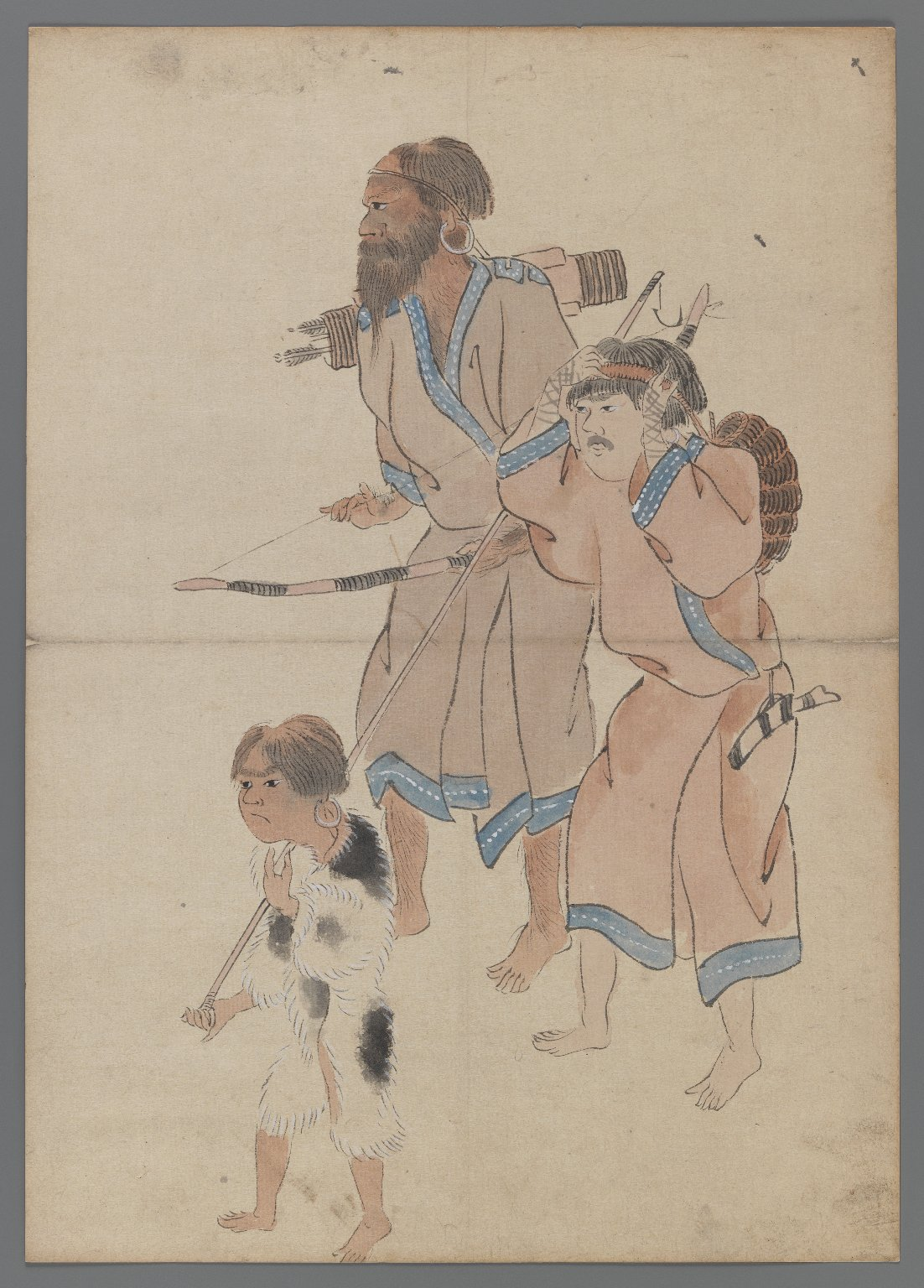
アイヌの狩人を描いたアイヌ絵

近世以前のアイヌの生業は狩猟、漁猟、採取（山林・海洋）、農耕、及び交易を組み合わせて生活に必要な物資を確保するというものであった。鮭をカムイチェㇷ゚（神の魚）やシペ（本来の食物）と呼び主食の中心と捉えており、秋に遡上してきた鮭を大量に捕獲し漁場の近くに構えた専用の加工小屋兼住居で簡単な燻製を施した干物にし、保存食とした。これは自らの自給的な食糧として重要であっただけではなく、和人との交易品としても大量に確保する必要がある、主要産品の1つであった。
農耕も行われたが、生業の基幹をなすものではなかった。ただしこれは農耕が不可能であったからというより（擦文文化期には広範に農耕が営まれていたし、1663年の有珠山噴火で埋没した洞爺湖町の高砂貝塚などアイヌ文化期の畑跡も数多く発見されている）、和人との交易による経済に特化したため、交易品となる鮭や獣皮、猛禽の羽根などを大量に入手できるような生業形態となったのではないかとも考えられている。ヒエ（ピヤパ）の栽培が古くから行われ、祭事に用いる「トノト」と呼ばれるどぶろくに類似した酒の醸造に利用した。他にアワ（ムンチロ）、キビ（メンクㇽ）の栽培も行われた。これらを炊飯したものをチサッスイェプ、粥に炊いたものをサヨと呼んだ。オオウバユリ（トゥレㇷ゚）の球根（鱗茎）から採取・塊状保存した澱粉と、澱粉を採集した後の滓を発酵させ、乾燥保存したものも主食の1つであり、この澱粉利用の伝統があったので、ジャガイモが伝わるとすぐに受容した。
食生活の詳細は、
商場知行制に起因するシャクシャインの戦いが敗北に終わり、その後場所請負制が確立してゆく中で、場所請負人（行政も代行する和人商人）による使役労働（夫役）に動員されるようになったほか、工芸品の販売や漁場などに出稼ぎするようになっていった。

### 宗教

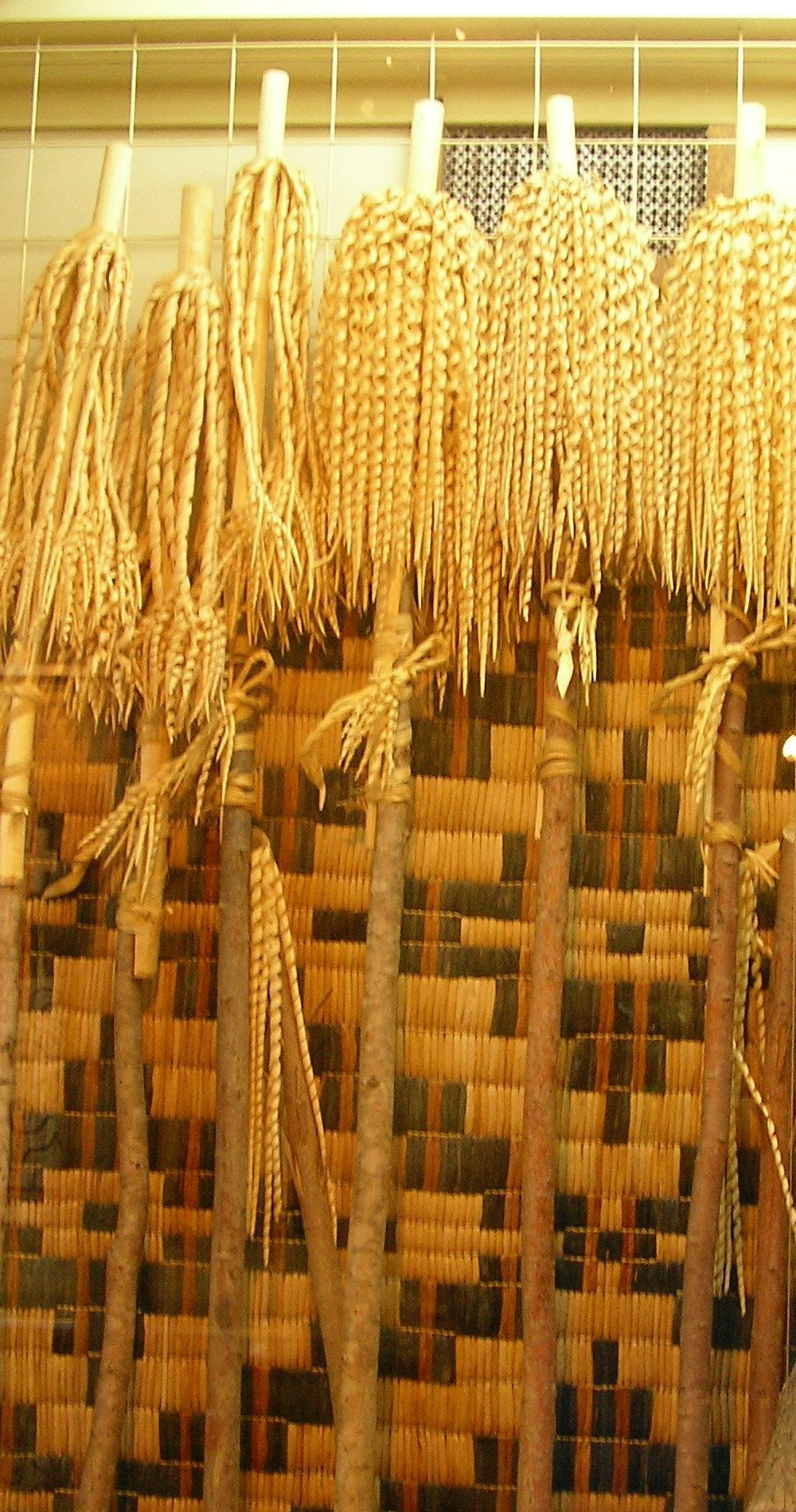
イナウ（萱野茂二風谷アイヌ資料館蔵）

近世以前のアイヌの宗教はアニミズムに分類されるものである。彼らは動植物、生活道具、自然現象（津波や地震など）、疫病などがそれぞれ霊性を備えていると考えており、これらの事物には「ラマッ」と呼ばれる霊が宿っていると考えた。また世界を自らの住む現世（アイヌモシㇼ）とラマッの住む世界（カムイモシㇼ）に分けて理解し、ラマッは様々な事物に宿り、何らかの役割を持ってアイヌモシㇼにやって来ていると解釈した。ラマッはその役割を果たすと再びカムイモシㇼに戻るとされた。
またアイヌの神々は絶対的な超越者ではなく、カムイが不当な行いをした際にはアイヌ側から抗議を行うということもあった。

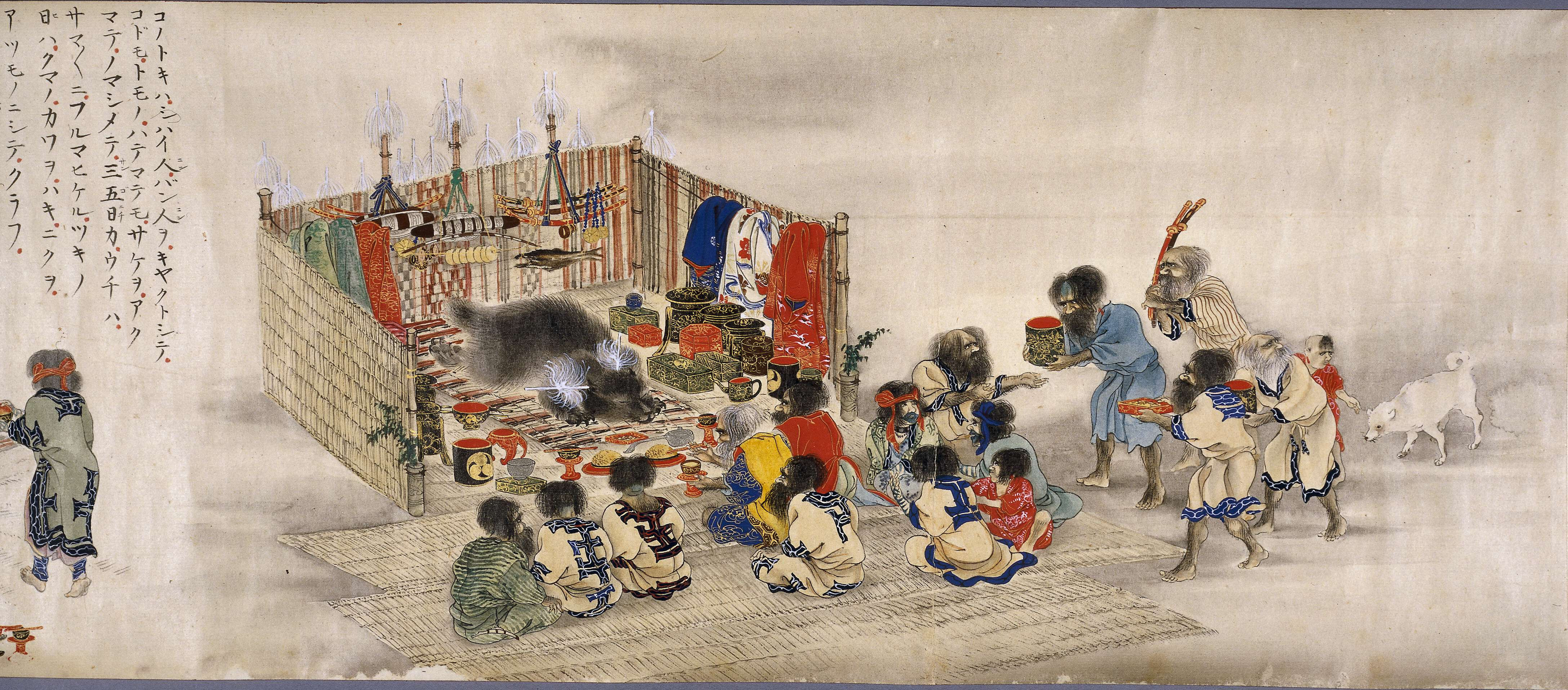
1870年に描かれたイオマンテの様子（平沢屏山筆、大英博物館蔵）

アイヌの宗教儀礼として最も良く知られる熊送りの一種「イオマンテ」は、「熊肉や熊の毛皮をアイヌモシㇼに届けるために熊に宿ってやってきたラマッを、盛大な饗宴を開いてもてなし、多くの土産物を渡してラマッの世界に戻って頂く」という意味合いを持つ。擦文文化期にはその痕跡が見られず、逆に擦文文化期に擦文文化圏に隣接して存在していたオホーツク文化圏にその痕跡が見られることから、オホーツク文化圏からおそらくトビニタイ文化を経由してアイヌ文化に取り入れられたものと推測されている。一方で考古学者の瀬川拓郎は、縄文時代や続縄文時代の遺跡から北海道には本来生息していないイノシシの骨、そしてイノシシを模した土偶が出土している事実に鑑み、「縄文時代の日本列島にはイノシシを一定期間飼育したのち、魂を送る儀礼が存在した。北海道の縄文人、続縄文人もイノシシの子を移入してその儀礼をまね、やがてイノシシがヒグマに置き換わったのがイオマンテである」との説を提唱している。なおアイヌには偶像崇拝は無く、偶像を作る文化も無い。
アイヌの神事はカムイノミと呼ばれ、様々な神に対して行われるが、カムイノミを開始する際には最初に火の神アペフチカムイへの祈りを捧げる。これは人間に近しい火の神を介して、他の神への根回しを図る行為である。またカムイノミには白木を加工したイナウと呼ばれる木幣が使用される。
祭事は基本的には男性が行い、女性はその準備を担う。また性力信仰があり、女性器は特別な力が宿ると考えられた。
死者の遺体は、コタンから離れた山中の墓地に土葬される。遺体を担いで川を越える行為は「川や水のカムイへの不敬」とされるため、村から見て川向うの地に墓地を設営しない。墓標はイルラカムイ（それを運ぶ神）、クワ（杖）と呼ばれる木製の杭で、エンジュやハシドイなど腐りにくい木で作られる。墓標の形状は地域によって異なり、日高地方でも沙流川流域では男性墓は槍型、女性墓は穴開きで先端に布や縄が巻き付けられた形状だが、静内町では男性の墓標はY字形、女性の墓標はT字型である。副葬品として漁具などがある。「墓地」という概念は17世紀半ばごろにはあったとされる。家の周囲や内部に埋葬された擦文文化の墓制とは、かなりの違いが見られる。
ロシア文化圏に近い場所（占守郡や新知郡）に住んでいた千島アイヌが、明治時代に移住した北海道付近の色丹島の集落には教会が建てられ、ロシア正教を信仰していたとする報告も存在する。さらに、ロシアは幕末から明治初頭の不平等条約によって国力の劣る日本から樺太を獲得し、残留した樺太アイヌなどにもロシア正教会が布教を行った報告がある。ただし、改宗者はほとんどおらず、数名の改宗者のみ報告されている。また、ロシア正教への改宗者は他のアイヌから「ヌツァ・アイヌ（ロシアアイヌ）」と嘲笑された。幕府の役人である串原正峯は、有珠善光寺で、日本言葉を解するアイヌの信者が集まり、念仏堂で念仏を唱えていたという記録を残している。
一方、日露戦争の勝利の結果1905年締結されたポーツマス条約によって日本領に復帰した樺太南部は、明治初頭に北海道に移住した樺太アイヌのうち336人が帰郷し、さらに日本語教育と合わせて仏教を樺太アイヌに広めた。しかし、それでも多くのアイヌは古来からのカムイの信仰を守っていたと報告されている。また、明治以降では日本でも条件付きながらキリスト教の布教が認められたため、ジョン・バチェラーなど、アイヌへの伝道を志した宣教師も居た。
2012年、北海道大学が行ったアイヌへの聞き取り調査によると、現在のアイヌは、家の宗教として仏教が多い。

### 住居

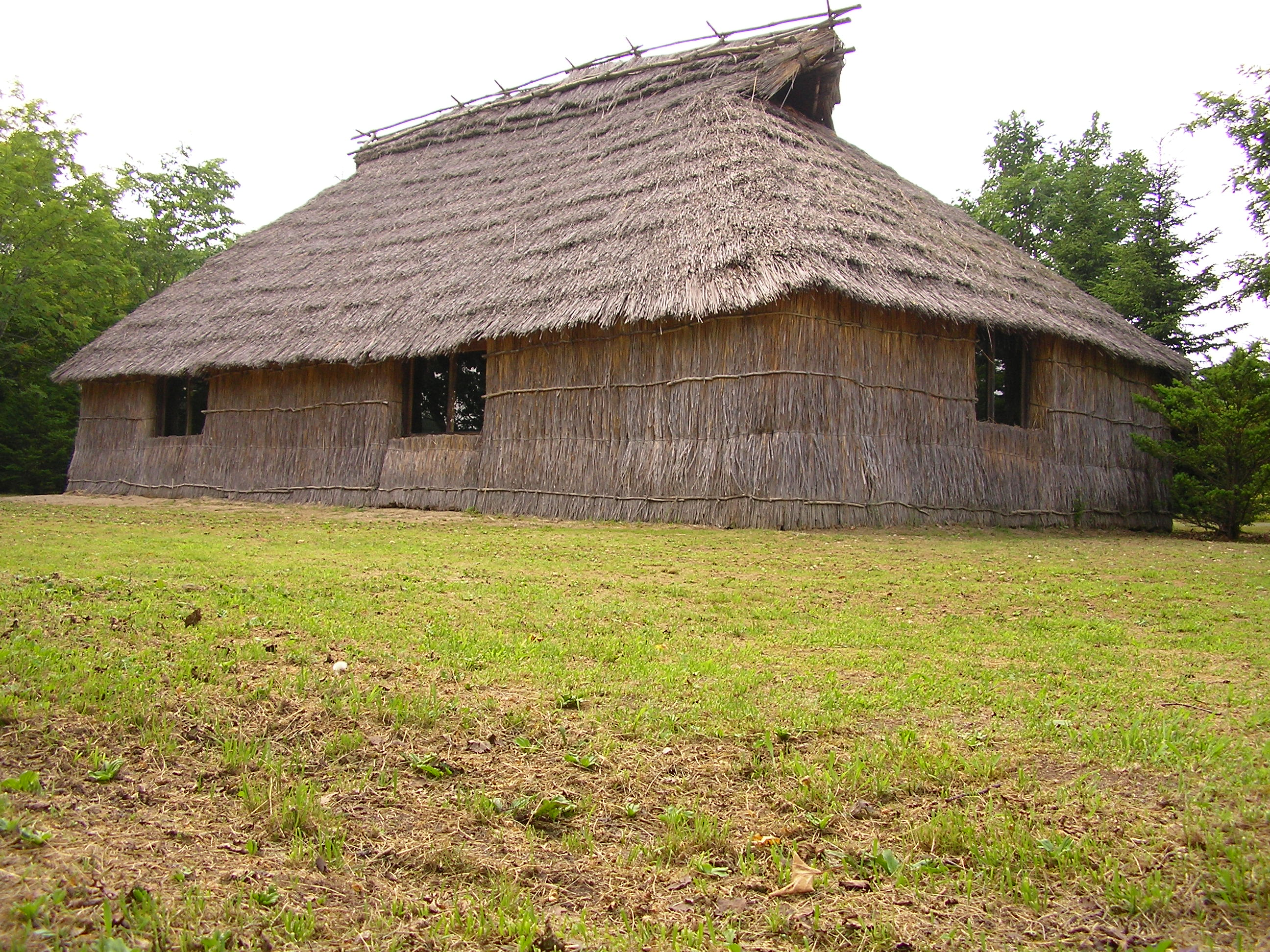
平取町立二風谷アイヌ文化博物館で復元されたチセ

近世以前のアイヌの住居はチセと呼ばれる独特の掘立柱建物であった。基本構造は掘立柱に樹皮や葦で葺いた屋根、同じく樹皮や葦を用いた開口部の少ない壁面であるが、細部は地域によって違いがあり、例えば太平洋沿岸部でも渡島半島から白老にかけての茅葺きの「キ・キタイ・チセ」、白老から十勝にかけて分布する葦葺きの「シヤリキ・キタイ・チセ」、十勝から国後島にかけて分布する樹皮葺きの「ヤアラ・キタイ・チセ」などの種類がある。なお、チセの面積は最大で100平米（平方メートル）ほどと考えられている。平地に建てられている住居は縄文から擦文までメインであった竪穴建物とは一線を画している。竪穴建物は千島アイヌや北方に居住するアイヌには残されていたが、北海道内において平地建物と竪穴建物が混在する遺跡は擦文時代とされる札幌市k528遺跡1箇所である。

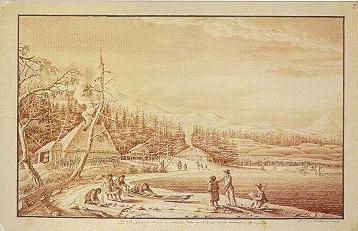
1805年に描かれたチセの絵

チセの内部は四角形の一間であることが一般的であった。内部には炉があり、炉の正面の上座となる部分の背面には、カムイ（神）が出入りする為の窓が設けられた。チセの外にはエペレセッ（子熊を飼うための檻）、プ（食料庫）、アシンル（便所）などが建てられた。こうしたチセが数軒から十数軒集まり、「コタン」と呼ばれる村落を形成する。
アイヌの集落にはチセの他に、チャシと呼ばれる空間が造営されることも多かった。チャシが造営された時期は16世紀から18世紀と考えられている。造営の目的は未解明な部分が多いが、防御用の砦であったという説、富裕層の宝物庫であったという説、儀式を行うための聖域だったという説、物見の為の場所であったという説などがある。これまでに北海道内で500箇所以上のチャシ跡が見つかっている。

### 宝物

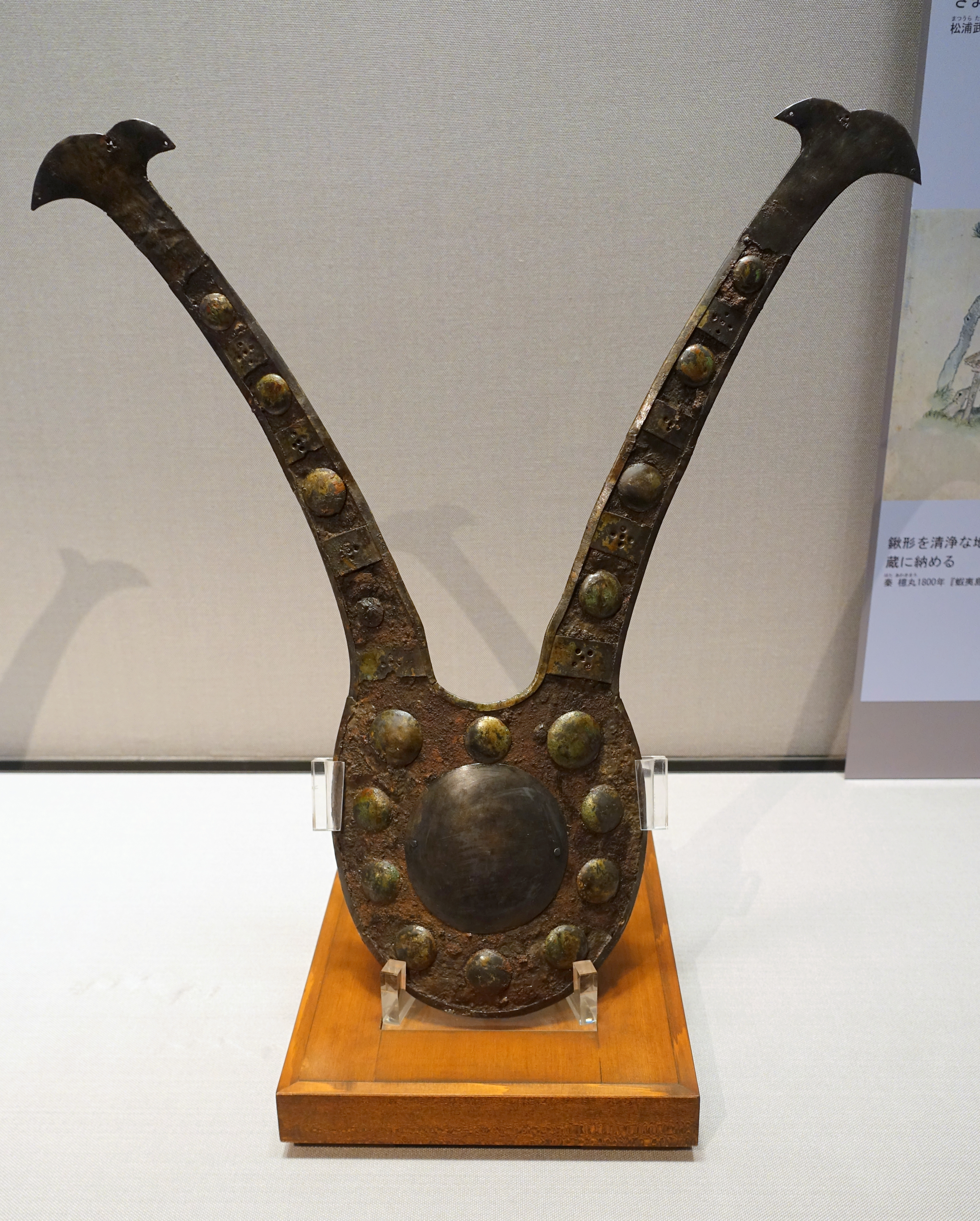
東京国立博物館に収蔵されたアイヌの鍬形。アイヌ語ではキラウㇱトミカムイ（角ある宝神）と呼ばれる

近世以前のアイヌは交易によって異文化圏から入手したものの一部を宝物として珍重していた。アイヌが宝物としたのはアイヌ刀を初めとした刀剣類、銀器、中国製の絹織物（蝦夷錦）、漆器類、猛禽類の羽根などであるが、大半は交易により入手したものである。
アイヌが最も珍重したのは「鍬形」と呼ばれる金属器である。これは厚さ1ミリから2ミリ程度の鉄や真鍮の板をV字型に加工したもので、表面は漆や皮、銀メッキされた金具などで装飾されていた。これは何らかの呪具であったと考えられており、原材料の高価さや製造加工の困難さではなく、この物体に宿ると考えられた霊力の強力さ故に重視された。鍬形以外の宝物はヤップ島の石貨などと同じように、稀少財としてアイヌの有力者の間で流通していたが、鍬形は他人に譲られることは無く、持ち主が死ぬと岩陰などの隠し場所に隠されたまま行方知れずとなり、朽ち果てていったことから現存数は少ない。
1916年（大正5年）、夕張郡角田村（現栗山町）で発見された鍬形7個の内4個が東京国立博物館に保存されている。

### 交易

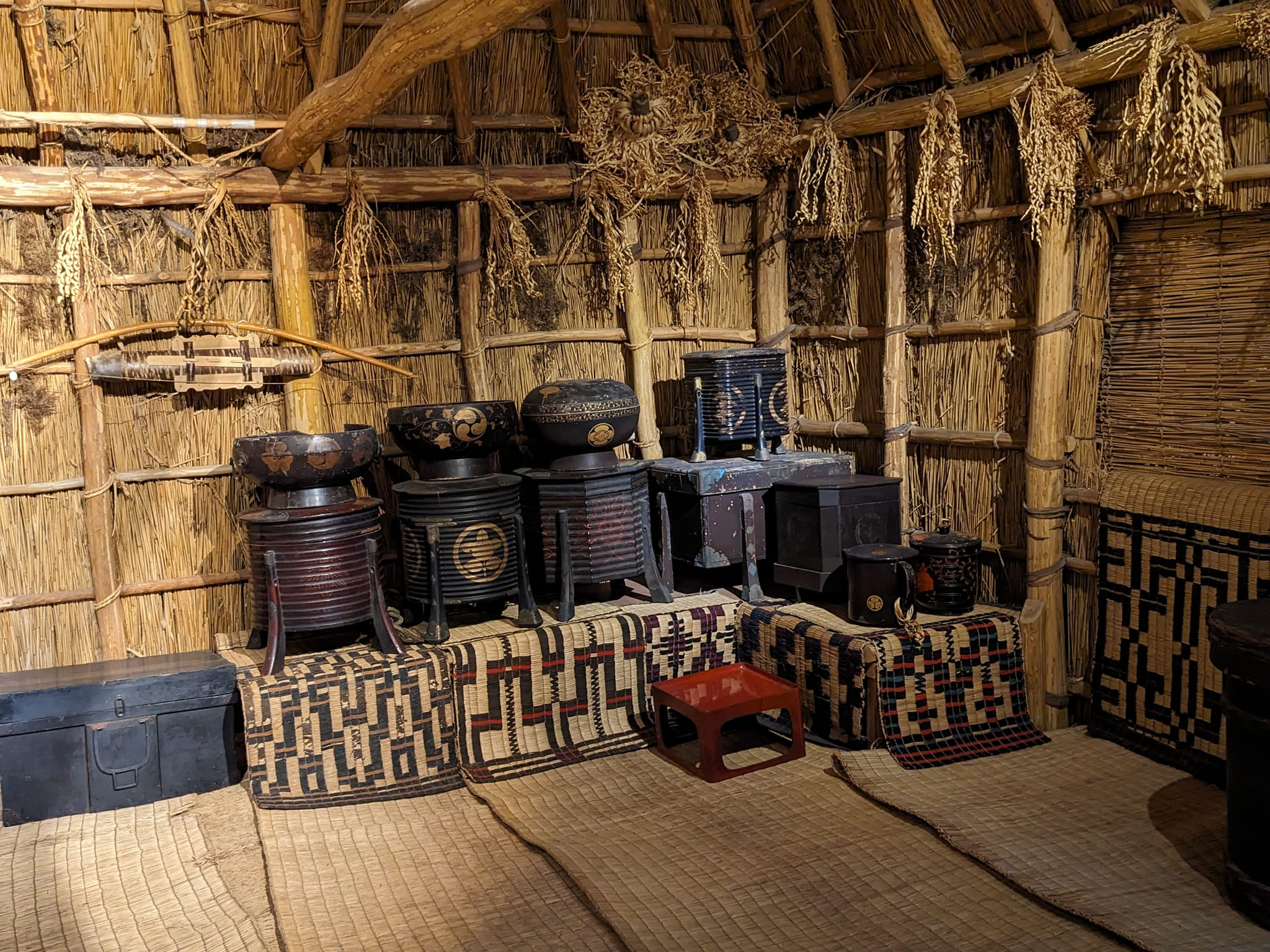
チセ内部のイヨイキㇼ（宝棚）に飾られた漆器類（北海道博物館）

中世のアイヌは干鮭、クマや海獣の毛皮、猛禽類の羽根などを、和人の奢侈品（絹織物や漆器など）と交換していた。交易品としての鮭を確保するために生業を鮭漁に特化した集落も存在していた。このように交易経済を前提とした生業構築は擦文時代中期である9世紀頃に成立し、アイヌ文化に継承されたものである。
13世紀以前にアイヌはアムール河口やキジ湖などに進出していた。『元文類』に引用された『経世大典序録』には13世紀ごろにアイヌがニブフを襲い、その後モンゴル帝国と戦ったという記述がある。これはニブフの中に存在した猛禽の羽根を集める職人を拉致するためだったのではないかとの説もある。モンゴル帝国はニブフやアムール川下流域から樺太にかけて居住していた吉里迷（ギレミ）からの訴えを受け樺太へ侵攻しており、交易が元になった争いが起きている。元の侵攻により、アイヌの多くは一旦、樺太から引き上げたが、アムール川を利用した交易は続いていく。
和人によってもたらされた奢侈品は富裕層が宝物として所持し、それらを衒示的に消費することで部族内での権威を担保していたと考えられている。
平安時代の安倍氏や奥州藤原氏のほか中世に水軍を擁した安東氏など、奥羽の豪族が手掛けた沿海州との北方貿易は、江戸時代にも山丹交易として継続されていた。松前藩はアイヌを仲介し、蝦夷地（樺太・白主や宗谷）で和産物の鉄製品や漆器を、来航する沿海州の民族が持ち込んだ清朝の官服など絹織物、鉄製品、ガラス玉などと交換した。

### 口承文芸
アイヌには、ユカㇻ（ユーカラ）と呼ばれる口承文芸が伝承されていた。ユカㇻは近代以降、一時的に衰退したが、現在では保存運動が展開されている。

### 衣服

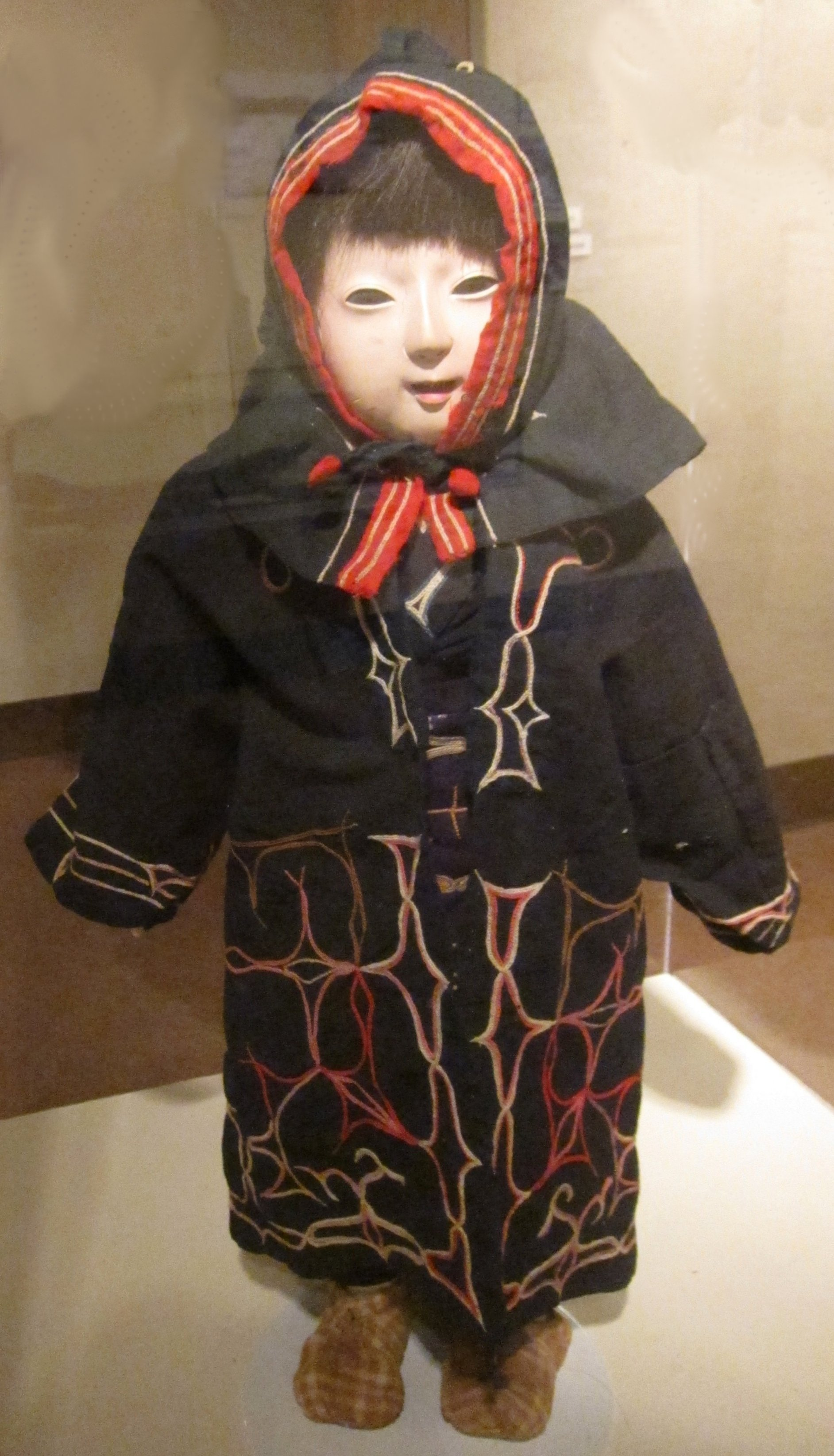
アイヌの幼女を再現した人形。頭にコンチ（頭巾）を被る。木綿の生地に刺繍して模様を描いた衣装は「チヂリ」と呼ばれる。

男性はテパ（褌）を締めてから上着を着る。女性は下腹部にラウンクッ、またはウプソㇽクッと呼ばれる一種の貞操帯を締め、上半身から膝までを覆うTシャツ状の下着・モウㇽを纏った上で上着を着る。気候の寒暖に応じて、テクンペ（手甲）、コンチ（頭巾）、ホㇱ（脚絆）などを身に着ける。また、儀礼の際は男性は頭にサパンペ（冠）を被り、女性はマタンプㇱ（刺繍入りの鉢巻）を締める。樺太アイヌの女性は、儀礼の際は布をリング状に巻いた頭飾り「ヘトムイェ」を頭に載せる。
アイヌの衣装は和服と仕立てが似ているが、筒袖で衽（おくみ）が無い。また、袷がなく、いずれも単衣である。
上着には、イラクサの繊維から作られるテタラヘ・ユタルベなどの草皮衣や、毛皮・アザラシの皮・鮭やイトウの皮などで作られる羽織状の上着（獣皮衣、魚皮衣）があるほか、オヒョウやシナノキなどの樹皮から繊維を取って作られるアットゥシと呼ばれる丈夫な樹皮衣が17世紀以降一般的なものとなった。さらに和人によって木綿の衣装が大量に持ち込まれ、小袖や陣羽織などは儀礼の際の礼服として定着した。中国からは山丹貿易で絹の衣装も輸入され、各々着用された。絹の衣装は「蝦夷錦」として和人に売られた。またアットゥシも道外へもたらされ、服として加工された。

### 装身具

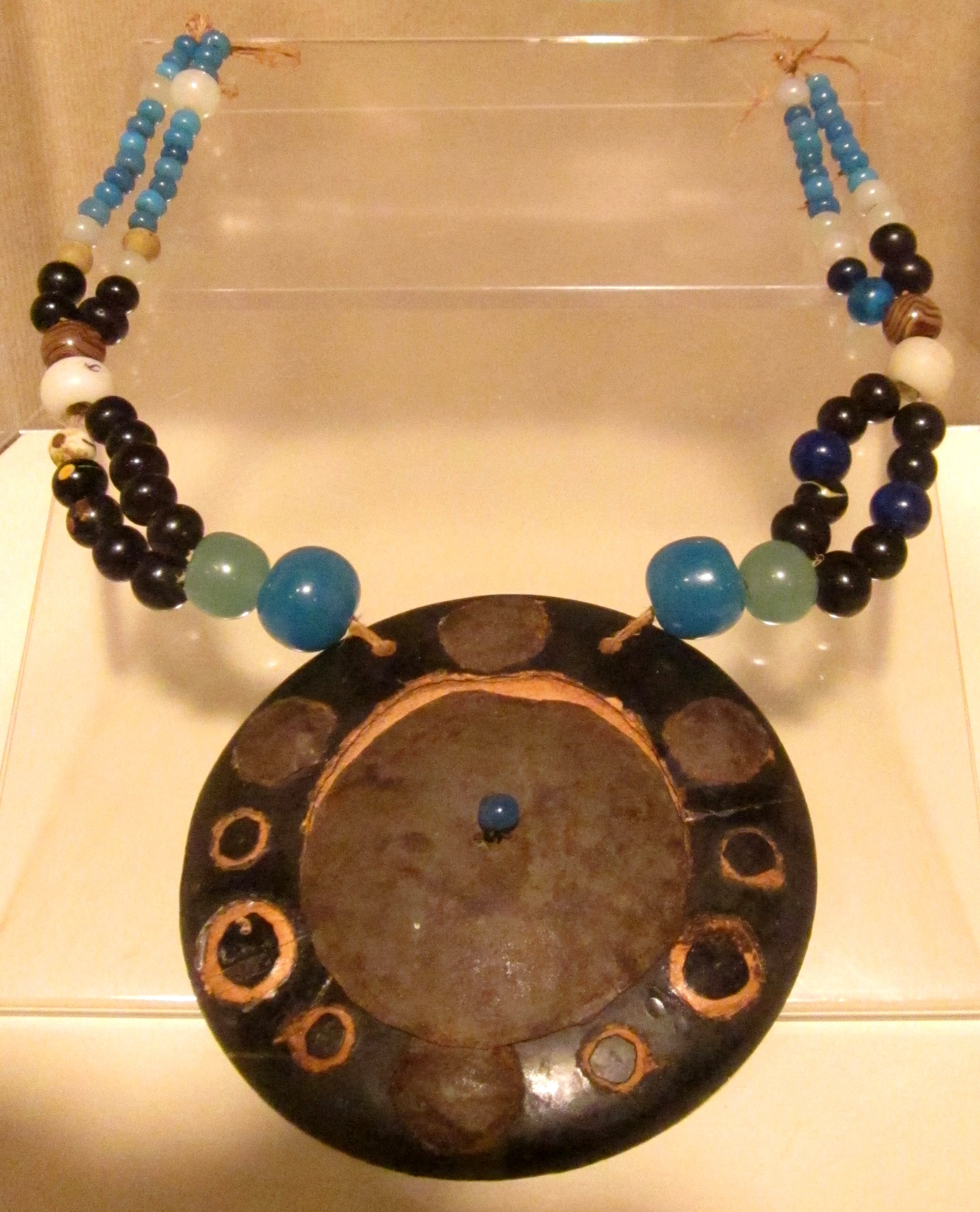
タマサイ（ネックレス）。山丹交易で得たガラス玉が使用されている。

アイヌの装身具は金属器を主とし、ニンカリ（イヤリング）、レㇰトゥンペ（チョーカー）、タマサイ（ネックレス）、テクンカネ（ブレスレット）などが挙げられる。
狩猟と採取に比重を置いたアイヌ文化において、農耕は副次的要素でしかなかったために金属器に対する技術発展が乏しく、交易活動によって得られる青銅器や鉄器などの金属製品は綿布や絹布と並ぶ貴重品であった。従って、鉱石から金属を抽出・鍛造・錬成する鍛冶技術よりも既成品の金属器を基に改造・修繕・再利用する細工技術が発達した。ニンカリを除いた大半は女性専用であり、男性特権が与えられていたマキリ（男性用小刀）やタシロ（山刀）同様に、衣食住のうち衣を支えるケㇺ（縫い針）とそれを肌身離さず携帯するためのチシポ（針入れ）、食を支えるシュー（鉄鍋）やメノコマキリ（女性用小刀）にも厳密な女性特権が与えられていた。
ガラス玉を貫いたネックレス・タマサイの中心には、シトキと呼ばれる金属板が取り付けられていた。このシトキの称は、和漢三才図会巻十九にも見える。天武天皇4年に、「しとき」という丸い餅を捧げることが定められたと記されており、そこには「しとき」を称して「御鏡是也」とある。

### 刺青

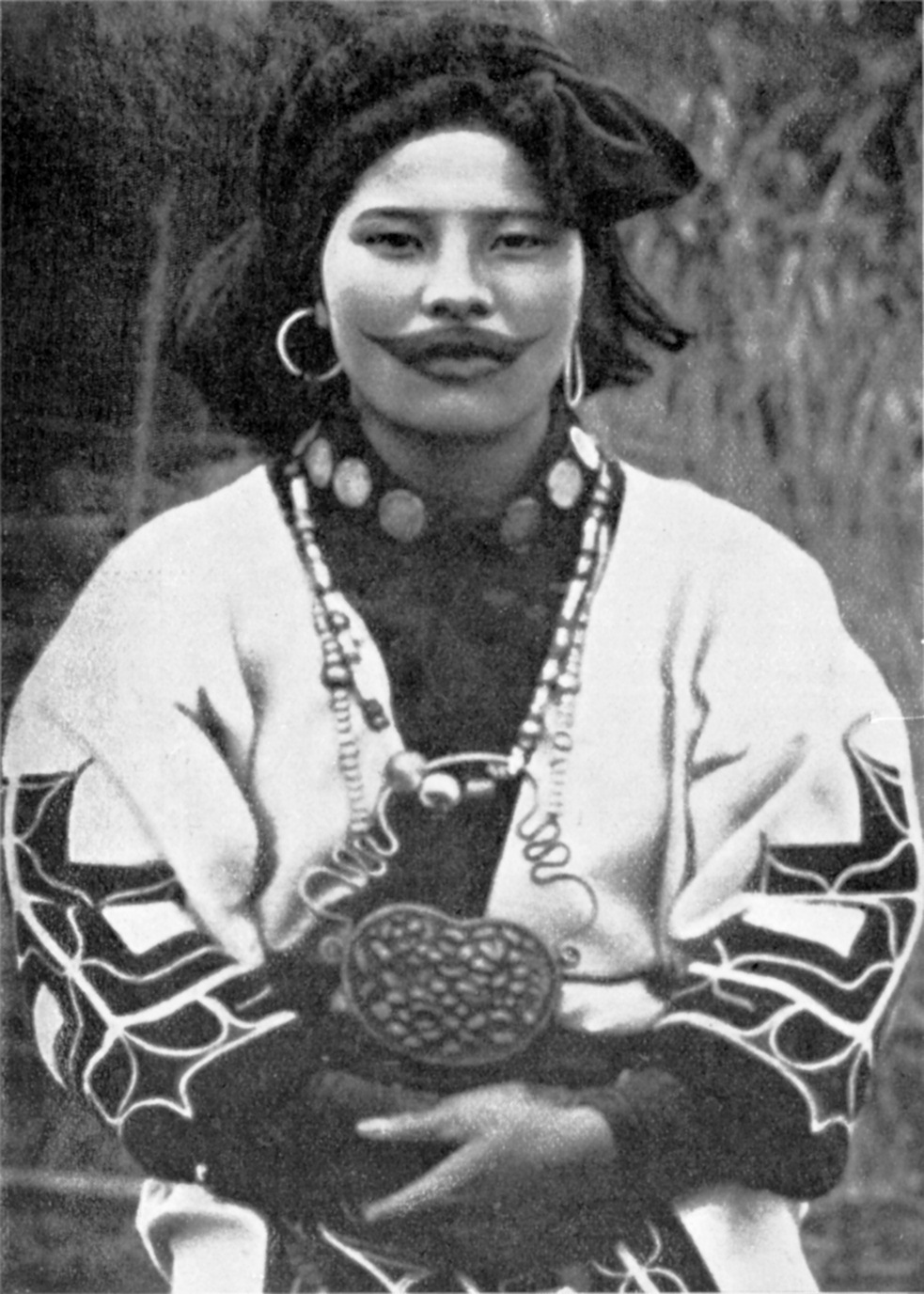
口の周りに刺青をほどこした女性。耳にニンカリ（耳輪）をつけ、首にはレㇰトゥンペ（首飾り）を巻き、タマサイ（ネックレス）を下げる。

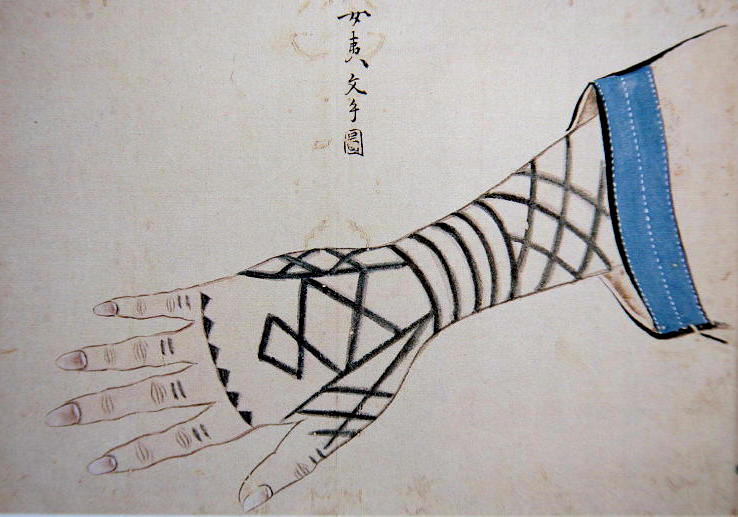
アイヌ女性の伝統的刺青文様

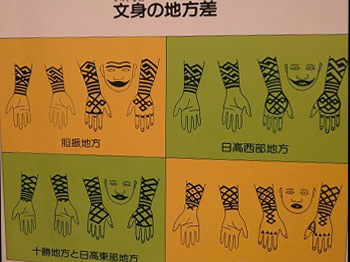
地域差が存在していたアイヌ女性の伝統的な刺青文様

アイヌにも部族ごとに特徴的な刺青をする習慣があった。刺青は精霊信仰に伴う神の象徴とされる大切なものであった。
特に知られているのは、成人女性が口の周りに入れる刺青である。髭を模した物であると思われているが、神聖な蛇の口を模したとする説もある。まず年ごろになった女性の口の周りを、ハンノキの皮を煎じた湯で拭い清めて消毒する。ここにマキリ（小刀）の先で細かく傷をつけ、シラカバの樹皮を焚いて取った煤を擦り込む。施術にはかなりの苦痛が伴うため、幾度かに分けて、小刻みに刺青を入れる。フィリップ・フランツ・フォン・シーボルトは北海道流沙郡平取のアイヌ集落に調査に入り、「アイヌの入れ墨は女だけに行われ、まだ7,8歳の女の子の上唇のすぐ上に、小刀で横に多発性に傷をつけ、そこに煤を刷り込むところから始まる。口ひげのようになるが、両端が口角部で上に向かう。口の周囲の入れ墨が済むと、手背と前腕の入れ墨が行われる。女が結婚するともう入れ墨はしない」と記している。
また、男性の場合も地域ごとに様々な刺青の習慣があった。ある地域の男性は肩に、有る地域の男性は手の水かきの部分に刺青を入れると弓の腕があがって狩りが上手になるという言い伝えを持っていた。
刺青の風習は和人には奇異なものに映り、江戸幕府や明治政府によって禁令が出された。明治政府による「入れ墨禁止令」は1871年10月に制定されたが、当時のアイヌ女性は刺青を入れぬと、神の怒りを買い結婚もできぬと考えられていたため、あまり実効性が伴わなかった。そのため、1876年9月に摘発と懲罰を科すことに改められ、宗教的自由の抑圧がおこなわれた。当時の日本に在住していたドイツの医師・博物学者であるフィリップ・フランツ・フォン・シーボルトは、明治政府の刺青禁令に困惑するアイヌ民族より、この禁令に対する異議をシーボルト側から働きかけてもらえないかと哀願されたとの記録を残している。
現代では特に重要な行事において、フェイスペインティングとしてアイヌの女性が口の周りを黒く塗る事例もある。
刺青の風習は縄文・弥生期の日本（邪馬台国頃まで）で盛んであり、大和化（大和朝廷）とともに和人社会では廃れていった。蝦夷には風習として残っていたが、和人と同化するにつれて消失した。奄美・琉球は近代までその風習が残存した。なお、現代のニュージーランド先住民のマオリの間では女性の顔面への刺青の習慣が復活しているが、アイヌ民族特有の刺青は行事の際にペイントによるフェイクに留まっており、本格的な伝統風習の復活にまでは至っていない。

### 暦
アイヌは文字の暦は使用しなかったが、代わりに口頭で伝承される暦を持っていた。
- パイカル（春） 冬眠から覚めたキムンカムイ（エゾヒグマ）を狩る。マカヨ（フキノトウ）、プクサ（ギョウジャニンニク）、チライ（イトウ）を採る。
- サク（夏） トゥレップ（オオウバユリの球根）の採集・加工、ニペシ（シナノキの内皮）やアッ（オヒョウの皮）を温泉（無ければ池など）に浸け、繊維を取る。
- チュク（秋） カムイチェプ（鮭）の漁。
- マタ（冬） ユク（エゾシカ）、モユク（エゾタヌキ）、イソポ（ウサギ）を狩る。

### 文字
アイヌはその歴史の中で文字を持たず伝統は口承によって伝えられていたが、明治時代には沖縄の藁算と同様に結縄が残っていた事が確認されている。これは縄の結び目に意味を持たせたもので、アジアでは伏羲の結縄、アメリカ大陸ではキープ (インカ)が知られている。アイヌは数を数えられず、和人が鮭を10尾受け取ると称し、まず「はじめ」と称して1尾取り、続いて1、2～9、10と既定の数を取り、最後に「おわり」と称してもまた1尾取り、都合で12尾せしめても気が付かない、という小話が「アイヌ勘定」として笑い話のように伝えられていたが、これは事実ではない。
アイヌ社会は和人社会をはじめ、文字を持つ文化圏と交流はあったが、アイヌ語を文字で記述する統一的な方法は近代まで生まれなかった。文化人類学や民俗学的理由から、アイヌは彼らから文字の使用を受け入れる事はなかったとする指摘がある。そのため、明治以降に学校教育を義務づけられるまで、アイヌは文字をもって自らの記録を残したり書物を編纂することはなかった。それゆえ、現在のアイヌの明治以前の文化を知るには、和人視点からの書物が中心となる。
なお、個人としてであれば、明治以前でも、文字を使うアイヌが少数いたとされる。最上徳内は、著書の「蝦夷国風俗人情之沙汰」の中で、日本言葉が多少分かるブリウヱンなる者に、いろは文字を教えたと記している。また、後藤蔵吉の「蝦夷日記」によれば、カラフトのツツボリンゲというアイヌは、和人とカタカナを使った手紙のやり取りをしていたという。
現在、アイヌ語は日本語のカタカナや、ローマ字をもって転写する方法が考案されている。
なお、北海道にて発見された古器物に刻まれている文字のようなもの（いわゆる「北海道異体文字」）が「アイヌ文字」と呼ばれる事があるものの、学術的にはアイヌが文字を持っていたという説は支持されていない。

### 楽器
アイヌの伝統楽器にはパラライキ（バラライカ）、トンコリ、ウマトンコリ（馬頭琴）、カチョー（太鼓）、ムックリ（口琴）などが存在した。
なお、玄象は、トンコリだったのではないかという研究がある。 また、江戸時代中期の国学者である上田秋成は、トンコリを奏でる自画像を描いた。

### 文様
アイヌは衣服や道具を伝統的な文様によって装飾していた。こうした文様は13世紀頃のアイヌ文化の成立時には存在していたのではないかとも考えられている。ただ、口承伝承によって情報が伝達されてきたため、他民族の記録、他民族との類似性、残存している服などからの研究が行われる。ニヴフなど北方民族との交流における意匠の流入もあり、渦巻き紋様がそれにあたる。
鏃に刻む「アイシロシ」には家紋のような役割を持っていた。その部族でしかわからない印や分家の印があった。
2001年に北海道遺産に認定された。国連による「先住民族の権利に関する国際連合宣言」で守るべき伝統的知識と考えられ、偽物対策やアイヌの許諾の無い作品など法的な保護が求められている。
2023年、アイヌ民族や学者らによる市民団体は、航空自衛隊第2航空団に対して、アイヌ民族の同意なく練習機の尾翼にアイヌ文様をあしらったマークを使用しているとして抗議、利用の差し止めを求めた。自衛隊は事前に地元のアイヌ団体に対して、アイヌ文様に当たるかどうかの確認を取っていた。
分類
- アイウシ紋は、棘がある文様という意味である。棘には魔除け厄除けの意味があるとされる他、網に似ていることから漁などとも関連付けられた[30]。
- モレウ紋は、ゆるやかに曲がる紋という意味である。渦巻紋があるが、直線的にあらわされたシッケウヌ・モレウ紋などがある。モレウ紋の中心はフクロウの目を表しているといわれ、必ずどんな衣服にも各家ごとに目が入れられたとされる[30]。アイヌにとってフクロウの目は悪魔をにらみつける魔除けという意味がある[30]。
- ウタサ紋は、十字の文様である[30]。
- シク紋は、ひし形の紋である[30]。
- アパポエプイ紋、アパポピラスケ紋、エトコ紋は、花やつぼみをあしらった紋である[30]。
- 釣鐘紋[30]。
- ブンカル紋は、蔦という意味である[30]。

呪術的な意味
赤子や食料など守りたいものの周りに縄を張ることで防御とする渦巻紋の始まりとする説がある。また、口伝には鞘に掘った竜が持ち主を守るという話、刺繍の文様が神になるという話がある。地域に相違があるが、呪術的な意味を持ち、植物の成長力、家系の祖霊神を意味するとともに家紋の意味を持つと考える研究者もいる。その一方で、「魔除け説」「家系表示説」の根拠となりうる例は魔を圧する「神の目」の意味を持たせたとされる虻田町のみで、他の作者がそういう意図で作っていたという確証はなく研究者によって広められた物であるという研究者もいる。

### 技術
アイヌは製鉄技術（砂鉄や鉄鉱石から純度の高い鉄を生成する技術）を持たなかったことから、装身具や様々な道具の素材となる鉄は主に和人から入手していたとされる。アイヌ刀などの刀剣類も刀身は和人から購入した日本刀である。また、和人社会から移入される大量の鉄製品は、大陸から来航する民族への交易品にも用いられた。
高度な鉄製品の製造は出来なかったが、鉄製品の修復方法は知られており、鉄製品の修復や、古い鉄を溶かして別の製品に作り替える鍛冶師が存在した。彼らは村落に定着した者もいれば、村々を回り巡回する鍛冶師もいたようである。ただし、近世以降の本州方面からの大量の鉄製品流入に伴い、古い鉄製品を再利用する必要性が薄れたため、このような鍛冶師も次第に姿を消していったと考えられている。
木材加工技術はあり漁や交易には丸木舟を使用した。また刀の鞘など木工品に装飾を施す文化があった。北海道土産として販売されている木彫りの熊は徳川義親が1923年（大正12年）に、二海郡八雲町にある旧尾張藩士たちが入植した農場で働く農民や、付近のアイヌに冬期の収入源として生産するよう勧めたもので、アイヌの伝統工芸ではないが現金収入が得られるためアイヌも積極的に参加していた。ニポポはアイヌがお守りとした木彫り人形「ニィ･ポポ」をモチーフに網走刑務所の刑務作業のために考案されたもので厳密には伝統工芸品ではない。

## 近代のアイヌ

### 江戸幕府による和風化政策

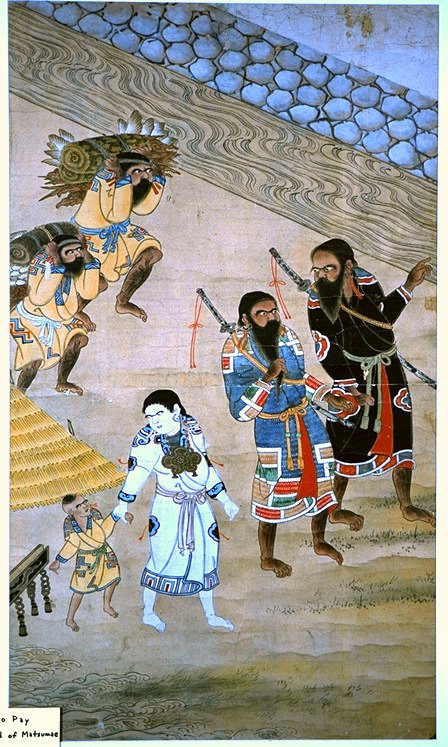
松前藩領内のアイヌを描いたアイヌ絵（小玉貞良作）。後ろの従者は交易用の乾し鮭などを背負っている（18世紀）

江戸時代初頭より北海道・樺太・千島など蝦夷地は80箇所ほどの場所と呼ばれる家臣の知行地に分けられ長らく松前藩領となっていたが、1799年に東蝦夷地が江戸幕府に上知されたのを皮切りに1807年の松前家梁川転封により、蝦夷地および和人地が天領となった。1821年には蝦夷地全土および和人地が一旦松前藩領に復したが、1855年に箱館が開港されると、翌1856年には渡島半島南西部の和人地の一部を残し再び天領とされた。

松前藩領時代は、アイヌが「日本風俗に化し染まぬ様」にする事を掟としており、アイヌが日本語を使用したり、笠や蓑や草履など和人風の服装をした場合は罰則があった。しかし、江戸幕府の直轄領になると、逆に松前藩が禁じていた笠や蓑や草履などの着用を解禁。同時に幕府は髪型や衣服、名前を和人風に変更することを推奨した。しかし、あまり普及しないままに終わった。

### 文明開化の一律適用とアイヌ文化への影響
1869年、明治政府によって開拓使が置かれた。明治政府は北海道・樺太・北方領土に居住するアイヌにも和人と同様に戸籍（壬申戸籍）を作成した。開拓使は言語も含め和人と同様の学校教育を行い、施行された法律（散髪脱刀令、平民苗字必称義務令）なども和人と同様アイヌにも一律に適用した。文明開化の一環で、丁髷や帯刀など旧来の和人文化とともに、刺青やイオマンテ（熊送り）などの伝統文化を禁じ、近代化の名のもと一律に西欧化が図られた。結果、アイヌの伝統的な生活文化の衰退を招き、アイヌが生業を営んできた土地や資源をアイヌ古来のしきたり通り利用できなくなったことは否めない。また1875年に明治政府はロシアと樺太・千島交換条約を締結したことにより、日本国籍を選択した樺太アイヌは北海道へ移住し、残りたい者は現地に留まった。一方、生活物資補給の問題や国防上の理由から、根室県官吏の説得を受け千島アイヌは色丹島に移住した（『千島巡航日記』）。
イザベラ・バードは1878年6月から9月にかけて日本を旅行した際、北海道も訪れており当時のアイヌの生活や風俗について「Unbeaten Tracks in Japan」に記述を残している。

### 北海道旧土人保護法
1899年には北海道旧土人保護法が施行され、アイヌ学校の設立とともにアイヌの子弟は和人の子弟とは別の学校に通うようになった。また、明治政府はアイヌへの日本語教育も推進した。ただし、これらの学校ではアイヌ語やアイヌ文化は教えられることが無く、またアイヌ文化については否定的に表象されるなど、近世アイヌ文化の破壊は更に進んだとされる。1937年に北海道旧土人保護法が改正され、アイヌ学校は廃止された。
アイヌ文化の研究者はいたものの、アイヌ語やアイヌ文化の膨大な資料を残した金田一京助でさえアイヌを滅ぶべき民族と捉えるなど、偏見は根強かった。結局、こうした状況は第二次世界大戦に日本が敗れるまで続いた。

### アイヌ文化研究の始まり
イギリス人宣教師のジョン・バチェラーによってアイヌ語辞典が出版され、1891年(明治24年)に設立された春採アイヌ学校で教師となった永久保秀二郎（和人）（1849～1924年）が「アイヌ語雑録」をまとめ、学術的に研究したり、記録したりする試みが行われるようになった。主な研究者としてはユーカラを記録・翻訳した知里幸恵、知里真志保、金田一京助（和人）（1882 - 1971年）などが挙げられる。樺太アイヌ文化の研究ではブロニスワフ・ピウスツキ、レフ・シュテルンベルク、千徳太郎治が知られる。

### アイヌの歌人たち
20世紀初頭、バチェラー八重子、違星北斗、森竹竹市らアイヌの歌人が登場し、近代アイヌの置かれた境遇を短歌など文学の分野で表現し始めた。彼らの作品は現代までアイヌの思想に影響を与え続けている。

## 現代のアイヌ

### アイヌ文化研究の進展
後に国会議員になったアイヌの萱野茂らは、アイヌ文化研究と資料収集を進め、各地に資料館や博物館が建設された。

### 伝統文化復興運動
1970年代後半からアイヌの伝統文化復興の気運が高まり、平取町、白老、旭川などでイオマンテが行われた。また1983年には屈斜路湖でシマフクロウの霊を送る儀式も行われている。札幌では1982年より豊平川で鮭の遡上を迎える儀式「アシリチェップノミ」が行われるなど、アイヌの精神世界を見直す動きが1980年代前半に相次いで見られた。伝統舞踊については北海道内で保存会が20存在し、うち17件は「アイヌ古式舞踊」の名称で1984年に国の重要無形民俗文化財に指定されている。また1997年には「アイヌ文化の振興並びにアイヌの伝統等に関する知識の普及及び啓発に関する法律」が制定された。国会議員となった萱野茂は母語であるアイヌ語で国会質問を行ったりアイヌ語辞典を編纂するなど、アイヌ語の保存に取り組んだ。「アイヌ古式舞踊」は、2009年にユネスコの無形文化遺産に登録されている。また、アイヌ文化の保存には日本人のみならず、韓国人なども関わっている。
アイヌの伝統的な舟艇であるイタオマチㇷ゚を復元する活動も始まり、二風谷ではチㇷ゚サンケ（舟おろしの儀式）が開催されるようになっている。また知床地域で観光資源としてイタオマチㇷ゚を建造するグループもある。
なお、ウタリを統括する団体であるウタリ協会は毎年アイヌ文化祭を開催している。
アイヌの歴史の積極的な表象も始まり、毎年9月23日には新ひだか町でシャクシャインの追悼法要が開催されている。また敢えてアイヌであることは強調しなかったものの、砂澤ビッキは彫刻家として世界的な評価を得た。

### 文化混淆

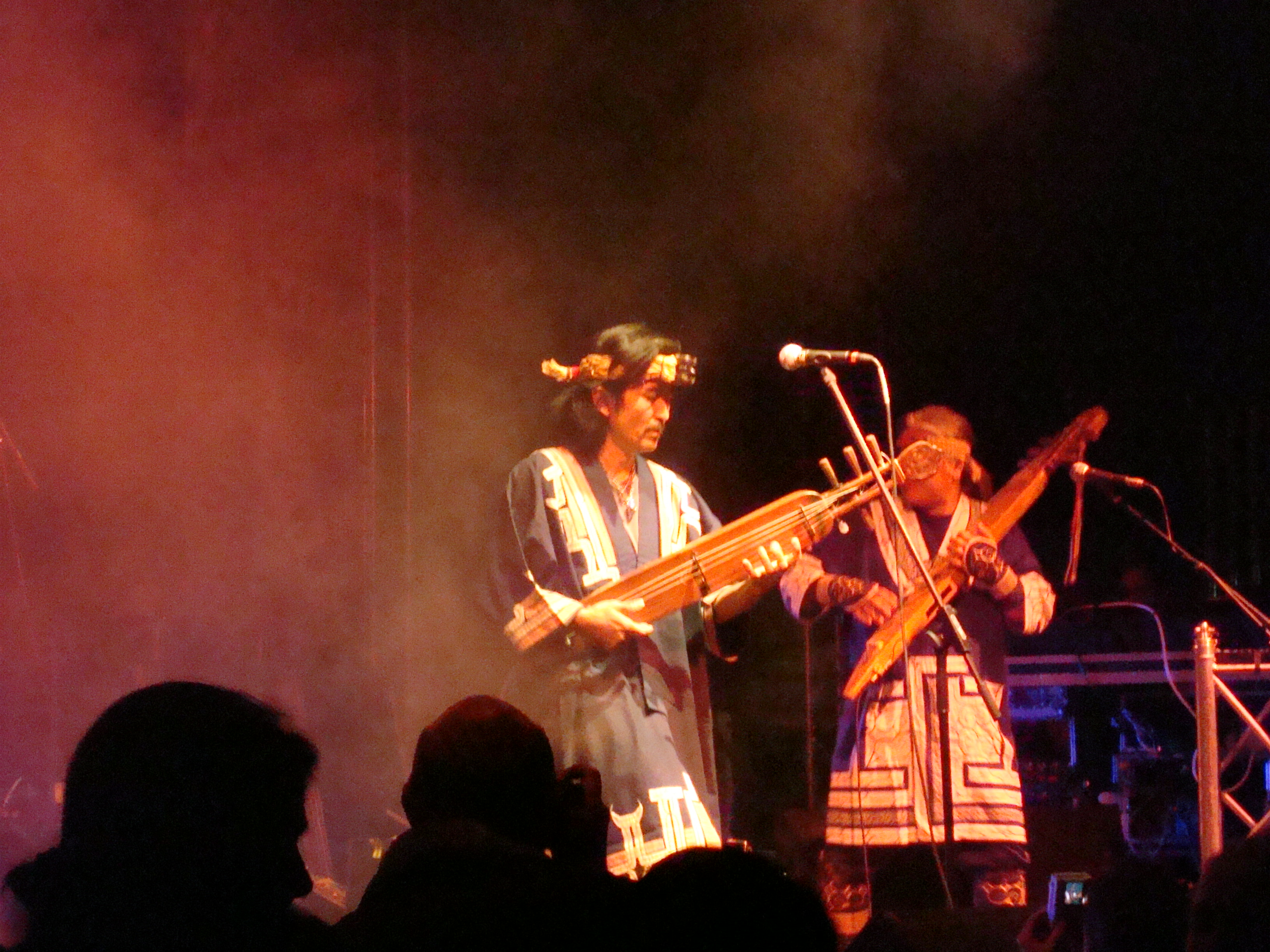
OKI率いるアイヌ・ダブ・バンドの演奏風景

近年、隣接する文化圏以外の文化要素を取り入れたり、他地域の先住民と交流する動きも活発になっている。アイヌと和人の混血であるOKIは樺太アイヌの伝統楽器であるトンコリ演奏をレゲエやダブなどの音楽に持ち込み、いわゆるワールドミュージックの音楽家として世界的に知られている。また同じくアイヌと和人のハーフである酒井兄妹が中心となって結成されたアイヌ・レブルズはラップなどのヒップホップ音楽とアイヌの伝統舞踊やアイヌ語の詩を融合させた作品を発表している。
他地域の先住民との交流活動も近年は珍しくない。札幌を本拠とするグループのアイヌ・アート・プロジェクトは2000年に北米のトリンギット族と音楽や舞踊で共演した他、ハワイのマウイ島で毎年開催される国際カヌー・フェスティバルに参加してのイタオマチプ建造なども行った。また2007年には浦川治造ら関東のアイヌが横浜にてハワイ先住民の伝統カヌーのためのカムイノミを開催した。

### 公的支援
- 2010年より、札幌大学はアイヌを対象にした「ウレシパ・プロジェクト」という制度を開始した。アイヌ子弟の学費免除などの奨学生制度や、アイヌ文化の授業、発信などが柱となっている[43]。
- 経済産業省は、アイヌ文化を対象にしたビジネスを展開している中小企業を対象に、「アイヌ中小企業振興対策事業」を行なっている[44]。
- 文化庁には、アイヌ文化振興・研究推進機構という下部組織が存在し、アイヌ語の普及や、アイヌ文化の伝承・再興を図っている。
- 農林水産省は、1976（昭和51）年よりアイヌの農業・林業・漁業従事者を対象に、所得及び生活水準の向上を図るため「アイヌ農林漁業対策事業」を行っている[45][46]。

### 「アイヌ特権」
アイヌ民族が和人（日本人）に陵虐された、という被害者としての立場を利用して、様々な弱者集団への優遇措置を享受しているという内容の主張がされることがある。漫画家の小林よしのりは「アイヌは北海道の先住民ではない」と主張し、その根拠として「殖産の時代、アイヌ民族は自らを『アイヌ』と自称していなかったから」と示した。小林の意見に対し評論家の古谷経衡は「『ある民族が〜〜と自称していないから、その民族は存在しない』という理屈が通るのなら、『アメリカにネイティブ・アメリカン（インディアン）は存在しない』と言うことすらできよう」と切り捨てており、さらに「私も北海道出身だが、アイヌ特権など聞いたことがない」と否定した。「在日（在日朝鮮人）特権」論に続くものとしておおよそ2014年から2015年にかけてブームとなるが、アイヌの規模の少なさから「在日特権」の代替とはなれず、ターゲットは「沖縄ヘイト」へ移っていった。

## イオル再生問題
アイヌ文化には土地の私有という概念は無く、その代わりにコタンが入会権を持つ入会地や漁場が存在しており、コタンで必要な生物資源は基本的にそのコタンの入会地から調達されていた。こうした入会地をイオルと呼び、「伝統的生活空間」と訳される。和人文化における入会地とは異なり、イオルは生物資源調達の場であると同時に、祭祀などアイヌの精神文化とも密接に関わっている点に特色がある。
しかし明治時代以降、アイヌ文化に対する理解を欠いた政府の政策により、イオルを基盤としたアイヌの生活様式や文化は破壊され、今日までに失われてしまった。そこで近年、問題となっているのがイオルの再生である。
1996年には内閣官房長官の私的諮問機関がイオル再生を政策の1つとして検討対象とし、公園形式でアイヌの伝統文化継承の場としてのイオルを復活させるという提言をまとめた。1998年には北海道が有識者とアイヌの代表者による懇談会を発足させ、1999年に「伝統的生活空間の再生に関する基本構想」がまとめられた。2000年には国土交通省北海道局、文化庁、北海道、アイヌ文化振興・研究推進機構、北海道ウタリ協会が共同で「アイヌ文化振興等施策推進会議」を設置し、イオル再生を含めたアイヌ文化の振興策を検討。2002年に7箇所をイオル再生の候補地として選定した。
しかし、こうして選定された再生イオル制度の使い勝手の悪さを指摘する声もあり、必ずしもイオル再生が順調に推移しているとは言い切れない。

### イオル再生候補地
- 中核イオル-白老町[50]
- 地域イオル-札幌市、旭川市、平取町、静内、十勝、釧路

## 関連作品
- ハルコロ - アイヌの少女「ハルコロ」の成長を描いた漫画。石坂啓作。
- サムライスピリッツ - 格闘ゲーム。メインキャラクターのナコルルとその妹であるリムルルは、アイヌという設定。
- ゴールデンカムイ - 明治末期の北海道や樺太を舞台にした野田サトルの漫画作品。アニメ、実写映画化もされている。

## 関連文献
- 関根達人・菊池勇夫・手塚薫・北原モコットゥナㇱ編『アイヌ文化史辞典』吉川弘文館、2022年6月　ISBN　9784642014809
- 国立歴史民俗博物館監修・内田順子編『映し出されたアイヌ文化-英国人医師マンローの伝えた映像』吉川弘文館、2020年2月　ISBN　9784642083638
- 関根達人『モノから見たアイヌ文化史』吉川弘文館、2016年㋅　ISBN　9784642082952
- 田村すゞ子『アイヌ語の世界〈新装普及版〉』吉川弘文館　2020年2月 ISBN　9784642085304
- 天野哲也・小野裕子編『古代蝦夷からアイヌへ』吉川弘文館　2007年3月　ISBN　9784642024570
- 佐々木利和『アイヌ文化誌ノート』歴史文化ライブラリー吉川弘文館　2001年10月　オンデマンド版　2017年9月　ISBN　9784642755283
- 児島恭子『アイヌ民族史の研究-蝦夷・アイヌ観の歴史的変遷』吉川弘文館　2003年2月　オンデマンド版 2013年12月　ISBN　9784642042215